# Ian Livingstone
Ian Livingstone (född december 1949 i Prestbury, England) är en engelsk författare inom fantasy samt företagsverksamhet. Tillsammans med Steve Jackson skrev han den första Fighting Fantasy spelboken Häxmästaren i Röda Berget, och han är delägare i Games Workshop.
Livingstone grundade Games Workshop 1975 tillsammans med sin studiekamrat Steve Jackson, och började distribuera Dungeons and Dragons senare det året. Tillsammans fick de Games Workshop att expandera från ett källarföretag till Storbritanniens största speltillverkare och återförsäljningskedja för rollspel, sällskapsspel och strategispel. I juni 1977 lanserade de båda speltidningen White Dwarf som än idag är stor inom rollspelsvärlden. 
Under 1981 började Jackson och Livingstone fundera på att blanda rollspel med traditionellt bokläsande och resultatet blev Fighting Fantasy-serien. Den första spelboken skrevs tillsammans av Jackson och Livingstone men på grund av försäljningssuccén önskade bolaget Penguin books som publicerade boken att "ni skall skriva mer böcker så fort som möjligt" så de båda valde då att skriva böckerna var och en för sig. Bokserien gavs ut under1982-1995 och när man lade ner utgivningen hade serien sålt över 15 miljoner exemplar översatta till 23 olika språk. 
Under mitten av 1980-talet började Livingstone arbeta med design för datorspelstillverkaren Domak och 1993 blev han medlem av styrelsen och delägare i bolaget. 1995 köptes Domak upp av Eidos Interactive och Livinstone stannade kvar där till maj 2005 då han lämnade bolaget då SCi köpte upp Eidos. I september 2005 gick han tillbaka till SCi som styrelsemedlem och fick rollen som product acquisition director.
Under 2005 skrev Ian sin första nya Fighting Fantasy-spelbok sedan 1995, titeln är "Eye of the Dragon".